# Lionel Neykov
Lionel Neykov es un cantante estadounidense de ascendencia francesa y búlgara. 

## Biografía
Hijo de madre francesa y padre búlgaro y nacido en la ciudad de París, empezó a tocar la guitarra a la edad de veintiún años; y pronto comenzó a escribir y grabar sus propias canciones. Con veinticuatro años se mudó a Nueva York, donde reside actualmente. En verano de 2007 inició el trabajo de su primer álbum, titulado Songs of Want and Loss. Tras haber lanzado sus canciones en YouTube y MySpace, su canción "Freeze my senses" fue elegida por la compañía de publicidad española Ricardo Pérez Asociados para la campaña publicitaria del Sorteo Extraordinario de Navidad de 2008. Por ello, fue remunerado con veinte mil dólares, el doble de lo que se le ofreció en un primer momento.

## Lista de canciones deSongs of want and loss
1. "I need you"
2. "Miss your kiss"
3. "Hey Ruth"
4. "Freeze my senses"
5. "Why"
6. "At your side"
7. "In the sunshine"
8. "So much love"
9. "Brothers again"[4]